# Elezioni comunali in Lombardia del 1993
Il 6 giugno 1993 (con ballottaggio il 20 giugno) e il 21 novembre (con ballottaggio il 5 dicembre) in Lombardia si tennero le elezioni per il rinnovo di numerosi consigli comunali.
Furono le prime col nuovo sistema elettorale maggioritario e l’elezione diretta del sindaco.

## Elezioni del giugno 1993

### Provincia di Milano

#### Milano
| Candidati                           | Candidati                   | II turno              | II turno              | I turno | I turno | Liste                                       | Voti    | %     | Seggi |
| Candidati                           | Candidati                   | Voti                  | %                     | Voti    | %       | Liste                                       | Voti    | %     | Seggi |
| ----------------------------------- | --------------------------- | --------------------- | --------------------- | ------- | ------- | ------------------------------------------- | ------- | ----- | ----- |
|                                     | Marco Formentini ✔️ Sindaco | 452 868               | 57,08                 | 346 537 | 38,82   | Lega Nord                                   | 307 122 | 40,86 | 36    |
|                                     | Nando dalla Chiesa          | 340 553               | 42,92                 | 271 294 | 30,39   | Rifondazione Comunista                      | 85 349  | 11,36 | 6     |
| Partito Democratico della Sinistra  | Nando dalla Chiesa          | 340 553               | 42,92                 | 271 294 | 30,39   | 66 250                                      | 8,81    | 4     |       |
| La Rete                             | Nando dalla Chiesa          | 340 553               | 42,92                 | 271 294 | 30,39   | 26 884                                      | 3,58    | 1     |       |
| Verdi per Milano                    | Nando dalla Chiesa          | 340 553               | 42,92                 | 271 294 | 30,39   | 23 150                                      | 3,08    | 1     |       |
| Seggio di coalizione                | Seggio di coalizione        | Seggio di coalizione  | 42,92                 | 271 294 | 30,39   | 1                                           |         |       |       |
|                                     | Piero Bassetti              | Piero Bassetti        | Piero Bassetti        | 97 095  | 10,88   | Democrazia Cristiana                        | 70 881  | 9,43  | 4     |
| Con le Donne per Ricostruire Milano | Piero Bassetti              | Piero Bassetti        | Piero Bassetti        | 97 095  | 10,88   | 5 145                                       | 0,68    | –     |       |
| Seggio di coalizione                | Seggio di coalizione        | Seggio di coalizione  | Piero Bassetti        | 97 095  | 10,88   | 1                                           |         |       |       |
|                                     | Adriano Teso                | Adriano Teso          | Adriano Teso          | 60 121  | 6,74    | Patto con Milano                            | 51 763  | 6,89  | 2     |
| Seggio di coalizione                | Seggio di coalizione        | Seggio di coalizione  | Adriano Teso          | 60 121  | 6,74    | 1                                           |         |       |       |
|                                     | Giampiero Borghini          | Giampiero Borghini    | Giampiero Borghini    | 54 856  | 6,15    | Borghini Fiducia in Milano                  | 28 044  | 3,73  | 1     |
| Socialisti e Riformisti per Milano  | Giampiero Borghini          | Giampiero Borghini    | Giampiero Borghini    | 54 856  | 6,15    | 12 185                                      | 1,62    | –     |       |
| Seggio di coalizione                | Seggio di coalizione        | Seggio di coalizione  | Giampiero Borghini    | 54 856  | 6,15    | 1                                           |         |       |       |
|                                     | Riccardo De Corato          | Riccardo De Corato    | Riccardo De Corato    | 25 899  | 2,90    | Movimento Sociale Italiano-Destra Nazionale | 25 205  | 3,35  |       |
| Seggio di coalizione                | Seggio di coalizione        | Seggio di coalizione  | Riccardo De Corato    | 25 899  | 2,90    | 1                                           |         |       |       |
|                                     | Piergianni Prosperini       | Piergianni Prosperini | Piergianni Prosperini | 10 012  | 1,12    | Lega Alpina Lumbarda                        | 8 677   | 1,15  | –     |
|                                     | Angela Bossi                | Angela Bossi          | Angela Bossi          | 8 157   | 0,91    | Alleanza Lombarda Autonomia                 | 7 855   | 1,05  | –     |
|                                     | Tiziana Maiolo              | Tiziana Maiolo        | Tiziana Maiolo        | 7 485   | 0,84    | Giustizia Ecologia Libertà                  | 6 214   | 0,83  | –     |
|                                     | Arman Armand                | Arman Armand          | Arman Armand          | 4 586   | 0,51    | Lega Pensionati-Lista per la Lombardia      | 4 536   | 0,60  | –     |
|                                     | Claudio Stroppa             | Claudio Stroppa       | Claudio Stroppa       | 3 926   | 0,44    | Pensionati-Lista Stroppa                    | 3 845   | 0,51  | –     |
|                                     | Carlo Fatuzzo               | Carlo Fatuzzo         | Carlo Fatuzzo         | 2 616   | 0,29    | Partito Pensionati                          | 2 716   | 0,36  | –     |
| Totale                              | Totale                      | 793 421               | 100                   | 892 584 | 100     |                                             | 751 608 | 100   | 60    |
|                                     |                             |                       |                       |         |         |                                             |         |       |       |
| Fonte: Ministero dell'interno       |                             |                       |                       |         |         |                                             |         |       |       |

#### Cassano d'Adda
| Candidati                     | Candidati                           | II turno                 | II turno                 | I turno | I turno | Liste                                  | Voti   | %     | Seggi |
| Candidati                     | Candidati                           | Voti                     | %                        | Voti    | %       | Liste                                  | Voti   | %     | Seggi |
| ----------------------------- | ----------------------------------- | ------------------------ | ------------------------ | ------- | ------- | -------------------------------------- | ------ | ----- | ----- |
|                               | Sergio Ambrogio Bestetti ✔️ Sindaco | 6 127                    | 59,80                    | 3 465   | 30,87   | Lega Nord                              | 3 381  | 32,93 | 12    |
|                               | Giorgio Costa                       | 4 119                    | 40,20                    | 2 827   | 25,18   | Partito Democratico della Sinistra     | 1 601  | 15,59 | 2     |
| Federazione dei Verdi         | Giorgio Costa                       | 4 119                    | 40,20                    | 2 827   | 25,18   | 553                                    | 5,39   | –     |       |
| Seggio di coalizione          | Seggio di coalizione                | Seggio di coalizione     | 40,20                    | 2 827   | 25,18   | 1                                      |        |       |       |
|                               | Danilo Giuseppe Andreani            | Danilo Giuseppe Andreani | Danilo Giuseppe Andreani | 1 275   | 11,36   | Democrazia Cristiana                   | 1 329  | 12,94 | 1     |
| Seggio di coalizione          | Seggio di coalizione                | Seggio di coalizione     | Danilo Giuseppe Andreani | 1 275   | 11,36   | 1                                      |        |       |       |
|                               | Roberto Emilio Colombo              | Roberto Emilio Colombo   | Roberto Emilio Colombo   | 1 009   | 8,99    | Si per il Cambiamento                  | 946    | 9,21  | –     |
| Seggio di coalizione          | Seggio di coalizione                | Seggio di coalizione     | Roberto Emilio Colombo   | 1 009   | 8,99    | 1                                      |        |       |       |
|                               | Rita Maggioni                       | Rita Maggioni            | Rita Maggioni            | 981     | 8,74    | Città per l'Uomo                       | 879    | 8,56  | –     |
| Seggio di coalizione          | Seggio di coalizione                | Seggio di coalizione     | Rita Maggioni            | 981     | 8,74    | 1                                      |        |       |       |
|                               | Ottavio Mario Buzzini               | Ottavio Mario Buzzini    | Ottavio Mario Buzzini    | 643     | 5,73    | Rifondazione Comunista                 | 563    | 5,48  | –     |
| Seggio di coalizione          | Seggio di coalizione                | Seggio di coalizione     | Ottavio Mario Buzzini    | 643     | 5,73    | 1                                      |        |       |       |
|                               | Giuseppe Brambilla                  | Giuseppe Brambilla       | Giuseppe Brambilla       | 575     | 5,12    | Partito Socialista Italiano            | 568    | 5,53  | –     |
|                               | Ambrogio Conforti                   | Ambrogio Conforti        | Ambrogio Conforti        | 451     | 4,02    | Indipendenti Cascine Cassano Groppello | 447    | 4,35  | –     |
| Totale                        | Totale                              | 10 246                   | 100                      | 11 226  | 100     |                                        | 10 267 | 100   | 20    |
|                               |                                     |                          |                          |         |         |                                        |        |       |       |
| Fonte: Ministero dell'interno |                                     |                          |                          |         |         |                                        |        |       |       |

#### Magenta
| Candidati                     | Candidati                    | II turno             | II turno            | I turno | I turno | Liste                                         | Voti   | %     | Seggi |
| Candidati                     | Candidati                    | Voti                 | %                   | Voti    | %       | Liste                                         | Voti   | %     | Seggi |
| ----------------------------- | ---------------------------- | -------------------- | ------------------- | ------- | ------- | --------------------------------------------- | ------ | ----- | ----- |
|                               | Franco Bertarelli ✔️ Sindaco | 8 403                | 62,41               | 5 114   | 31,55   | Lega Nord                                     | 5 004  | 32,54 | 12    |
|                               | Sante Zuffada                | 5 061                | 37,59               | 3 429   | 21,16   | Democrazia Cristiana                          | 2 951  | 19,19 | 2     |
| Seggio di coalizione          | Seggio di coalizione         | Seggio di coalizione | 37,59               | 3 429   | 21,16   | 1                                             |        |       |       |
|                               | Maria Regina Oldani          | Maria Regina Oldani  | Maria Regina Oldani | 2 060   | 12,71   | Magenta Città Viva                            | 2 024  | 13,16 | 1     |
| Seggio di coalizione          | Seggio di coalizione         | Seggio di coalizione | Maria Regina Oldani | 2 060   | 12,71   | 1                                             |        |       |       |
|                               | Antonio Simondo              | Antonio Simondo      | Antonio Simondo     | 1 933   | 11,93   | Insieme per Magenta                           | 1 753  | 11,40 | –     |
| Seggio di coalizione          | Seggio di coalizione         | Seggio di coalizione | Antonio Simondo     | 1 933   | 11,93   | 1                                             |        |       |       |
|                               | Pietro Spadaro               | Pietro Spadaro       | Pietro Spadaro      | 1 796   | 11,08   | Rifondazione Comunista                        | 1 177  | 7,65  | –     |
| Ambiente e Solidarietà        | Pietro Spadaro               | Pietro Spadaro       | Pietro Spadaro      | 1 796   | 11,08   | 450                                           | 2,93   | –     |       |
| Seggio di coalizione          | Seggio di coalizione         | Seggio di coalizione | Pietro Spadaro      | 1 796   | 11,08   | 1                                             |        |       |       |
|                               | Luciano Olgiati              | Luciano Olgiati      | Luciano Olgiati     | 1 213   | 7,48    | Partito Socialista Italiano                   | 1 388  | 9,03  | –     |
|                               | Umberto Maerna Novo          | Umberto Maerna Novo  | Umberto Maerna Novo | 663     | 4,09    | Movimento Sociale Italiano - Destra Nazionale | 629    | 4,09  | –     |
| Totale                        | Totale                       | 13 464               | 100                 | 16 208  | 100     |                                               | 15 376 | 100   | 20    |
|                               |                              |                      |                     |         |         |                                               |        |       |       |
| Fonte: Ministero dell'interno |                              |                      |                     |         |         |                                               |        |       |       |

#### Pioltello
| Candidati                     | Candidati                | II turno             | II turno          | I turno | I turno | Liste                                       | Voti   | %     | Seggi |
| Candidati                     | Candidati                | Voti                 | %                 | Voti    | %       | Liste                                       | Voti   | %     | Seggi |
| ----------------------------- | ------------------------ | -------------------- | ----------------- | ------- | ------- | ------------------------------------------- | ------ | ----- | ----- |
|                               | Alberto Torre ✔️ Sindaco | 8 741                | 51,84             | 4 262   | 21,67   | Lega Nord                                   | 4 057  | 21,75 | 18    |
|                               | Francesco Marras         | 8 120                | 48,16             | 3 993   | 20,30   | Partito Democratico della Sinistra          | 3 756  | 20,14 | 3     |
| Seggio di coalizione          | Seggio di coalizione     | Seggio di coalizione | 48,16             | 3 993   | 20,30   | 1                                           |        |       |       |
|                               | Franco Gironi            | Franco Gironi        | Franco Gironi     | 3 522   | 17,90   | Partito Socialista Italiano                 | 3 396  | 18,21 | 2     |
| Seggio di coalizione          | Seggio di coalizione     | Seggio di coalizione | Franco Gironi     | 3 522   | 17,90   | 1                                           |        |       |       |
|                               | Giorgio Fallini          | Giorgio Fallini      | Giorgio Fallini   | 2 270   | 11,54   | Lista per Pioltello                         | 2 147  | 11,51 | 1     |
| Seggio di coalizione          | Seggio di coalizione     | Seggio di coalizione | Giorgio Fallini   | 2 270   | 11,54   | 1                                           |        |       |       |
|                               | Roberto Mauri            | Roberto Mauri        | Roberto Mauri     | 2 028   | 10,31   | Democrazia Cristiana                        | 1 961  | 10,51 | 1     |
| Seggio di coalizione          | Seggio di coalizione     | Seggio di coalizione | Roberto Mauri     | 2 028   | 10,31   | 1                                           |        |       |       |
|                               | Pasquale Picone          | Pasquale Picone      | Pasquale Picone   | 1 981   | 10,07   | Partito Socialista Democratico Italiano     | 1 732  | 9,29  | –     |
| Seggio di coalizione          | Seggio di coalizione     | Seggio di coalizione | Pasquale Picone   | 1 981   | 10,07   | 1                                           |        |       |       |
|                               | Silvio Zanella           | Silvio Zanella       | Silvio Zanella    | 930     | 4,73    | Rifondazione Comunista                      | 933    | 5,00  | –     |
|                               | Giovanni Casciaro        | Giovanni Casciaro    | Giovanni Casciaro | 498     | 2,53    | Movimento Sociale Italiano-Destra Nazionale | 491    | 2,63  | –     |
|                               | Antonio Banfi            | Antonio Banfi        | Antonio Banfi     | 187     | 0,95    | Partito Repubblicano Italiano               | 177    | 0,95  | –     |
| Totale                        | Totale                   | 16 861               | 100               | 19 671  | 100     |                                             | 18 650 | 100   | 30    |
|                               |                          |                      |                   |         |         |                                             |        |       |       |
| Fonte: Ministero dell'interno |                          |                      |                   |         |         |                                             |        |       |       |

### Provincia di Bergamo

#### Treviglio
| Candidati                                      | Candidati                         | II turno                          | II turno                          | I turno | I turno | Liste | Voti   | %     | Seggi |
| Candidati                                      | Candidati                         | Voti                              | %                                 | Voti    | %       | Liste | Voti   | %     | Seggi |
| ---------------------------------------------- | --------------------------------- | --------------------------------- | --------------------------------- | ------- | ------- | --- | ------ | ----- | ----- |
|                                                | Luigi Minuti ✔️ Sindaco           | 10 354                            | 66,27                             | 8 514   | 49,15   | Insieme per Treviglio (Partito Democratico della Sinistra-Partito Socialista Italiano-Partito Socialista Democratico Italiano-Partito Repubblicano Italiano) | 3 861  | 25,16 | 9     |
| Per un'Altra Treviglio                         | Luigi Minuti ✔️ Sindaco           | 10 354                            | 66,27                             | 8 514   | 49,15   | 1 055 | 6,88   | 2     |       |
| Lista Civica (Partito Liberale Italiano-Altri) | Luigi Minuti ✔️ Sindaco           | 10 354                            | 66,27                             | 8 514   | 49,15   | 621 | 4,05   | 1     |       |
|                                                | Patrizia Siliprandi Fornaro       | 5 269                             | 33,73                             | 3 532   | 20,39   | Lega Nord | 3 879  | 25,28 | 3     |
| Seggio di coalizione                           | Seggio di coalizione              | Seggio di coalizione              | 33,73                             | 3 532   | 20,39   | 1 |        |       |       |
|                                                | Ferruccio Merati                  | Ferruccio Merati                  | Ferruccio Merati                  | 2 447   | 14,13   | Democrazia Cristiana | 2 897  | 18,88 | 2     |
| Seggio di coalizione                           | Seggio di coalizione              | Seggio di coalizione              | Ferruccio Merati                  | 2 447   | 14,13   | 1 |        |       |       |
|                                                | Francesco Gatti                   | Francesco Gatti                   | Francesco Gatti                   | 888     | 5,13    | Sì per Treviglio | 915    | 5,96  | –     |
| Seggio di coalizione                           | Seggio di coalizione              | Seggio di coalizione              | Francesco Gatti                   | 888     | 5,13    | 1 |        |       |       |
|                                                | Basilio Antonino Federico Mangano | Basilio Antonino Federico Mangano | Basilio Antonino Federico Mangano | 594     | 3,43    | Movimento Sociale Italiano-Destra Nazionale | 626    | 4,08  | –     |
|                                                | Giuseppa Francesca Chiaramonte    | Giuseppa Francesca Chiaramonte    | Giuseppa Francesca Chiaramonte    | 569     | 3,28    | Rifondazione Comunista | 610    | 3,98  | –     |
|                                                | Francesco Monzio Compagnoni       | Francesco Monzio Compagnoni       | Francesco Monzio Compagnoni       | 431     | 2,49    | La Rete | 462    | 3,01  | –     |
|                                                | Antonio Natale                    | Antonio Natale                    | Antonio Natale                    | 348     | 2,01    | Partito Pensionati | 418    | 2,72  | –     |
| Totale                                         | Totale                            | 15 623                            | 100                               | 17 323  | 100     | | 15 344 | 100   | 20    |
|                                                |                                   |                                   |                                   |         |         | |        |       |       |
| Fonte: Ministero dell'interno                  |                                   |                                   |                                   |         |         | |        |       |       |

### Provincia di Como

#### Lecco
| Candidati                     | Candidati                    | II turno             | II turno         | I turno | I turno | Liste                                                                        | Voti   | %     | Seggi |
| Candidati                     | Candidati                    | Voti                 | %                | Voti    | %       | Liste                                                                        | Voti   | %     | Seggi |
| ----------------------------- | ---------------------------- | -------------------- | ---------------- | ------- | ------- | ---------------------------------------------------------------------------- | ------ | ----- | ----- |
|                               | Giuseppe Pogliani ✔️ Sindaco | 14 602               | 56,30            | 11 535  | 36,22   | Lega Nord                                                                    | 10 724 | 37,71 | 24    |
|                               | Rosangela Granata            | 11 332               | 43,70            | 8 571   | 26,91   | Per Lecco (Partito Democratico della Sinistra-Federazione dei Verdi-La Rete) | 5 238  | 18,42 | 5     |
| Lista Pannella                | Rosangela Granata            | 11 332               | 43,70            | 8 571   | 26,91   | 919                                                                          | 3,23   | 1     |       |
| Seggio di coalizione          | Seggio di coalizione         | Seggio di coalizione | 43,70            | 8 571   | 26,91   | 1                                                                            |        |       |       |
|                               | Mario Magnani                | Mario Magnani        | Mario Magnani    | 6 665   | 20,93   | Democrazia Cristiana                                                         | 6 846  | 24,07 | 6     |
| Seggio di coalizione          | Seggio di coalizione         | Seggio di coalizione | Mario Magnani    | 6 665   | 20,93   | 1                                                                            |        |       |       |
|                               | Marco Cariboni               | Marco Cariboni       | Marco Cariboni   | 2 179   | 6,84    | Indipendenti                                                                 | 1 736  | 6,10  | –     |
| Seggio di coalizione          | Seggio di coalizione         | Seggio di coalizione | Marco Cariboni   | 2 179   | 6,84    | 1                                                                            |        |       |       |
|                               | Giuseppe Manzoni             | Giuseppe Manzoni     | Giuseppe Manzoni | 1 058   | 3,32    | Rifondazione Comunista                                                       | 1 068  | 3,76  | –     |
| Seggio di coalizione          | Seggio di coalizione         | Seggio di coalizione | Giuseppe Manzoni | 1 058   | 3,32    | 1                                                                            |        |       |       |
|                               | Angelo Radaelli              | Angelo Radaelli      | Angelo Radaelli  | 701     | 2,20    | Movimento Sociale Italiano-Destra Nazionale                                  | 705    | 2,48  | –     |
|                               | Luigi Gasparini              | Luigi Gasparini      | Luigi Gasparini  | 660     | 2,07    | Partito Socialista Italiano                                                  | 727    | 2,56  | –     |
|                               | Bianca Malgrati              | Bianca Malgrati      | Bianca Malgrati  | 480     | 1,51    | Partito Pensionati                                                           | 476    | 1,67  |       |
| Totale                        | Totale                       | 25 934               | 100              | 31 849  | 100     |                                                                              | 28 439 | 100   | 40    |
|                               |                              |                      |                  |         |         |                                                                              |        |       |       |
| Fonte: Ministero dell'interno |                              |                      |                  |         |         |                                                                              |        |       |       |

### Provincia di Mantova

#### Viadana
| Candidati                     | Candidati                 | II turno                 | II turno                 | I turno | I turno | Liste                                       | Voti   | %     | Seggi |
| Candidati                     | Candidati                 | Voti                     | %                        | Voti    | %       | Liste                                       | Voti   | %     | Seggi |
| ----------------------------- | ------------------------- | ------------------------ | ------------------------ | ------- | ------- | ------------------------------------------- | ------ | ----- | ----- |
|                               | Sergio Parazzi ✔️ Sindaco | 6 337                    | 64,82                    | 3 491   | 31,70   | Lega Nord                                   | 3 259  | 31,52 | 12    |
|                               | Carlo Bertolini           | 3 439                    | 35,18                    | 2 533   | 23,00   | Democrazia Cristiana                        | 2 311  | 22,35 | 2     |
| Seggio di coalizione          | Seggio di coalizione      | Seggio di coalizione     | 35,18                    | 2 533   | 23,00   | 1                                           |        |       |       |
|                               | Mara Mori Farina          | Mara Mori Farina         | Mara Mori Farina         | 2 478   | 22,50   | Partito Democratico della Sinistra          | 1 486  | 14,37 | 1     |
| Federazione dei Verdi         | Mara Mori Farina          | Mara Mori Farina         | Mara Mori Farina         | 2 478   | 22,50   | 797                                         | 7,71   | 1     |       |
| Seggio di coalizione          | Seggio di coalizione      | Seggio di coalizione     | Mara Mori Farina         | 2 478   | 22,50   | 1                                           |        |       |       |
|                               | Claudia Sarzi Sartori     | Claudia Sarzi Sartori    | Claudia Sarzi Sartori    | 707     | 6,42    | Partito Socialista Italiano                 | 723    | 6,99  | –     |
| Seggio di coalizione          | Seggio di coalizione      | Seggio di coalizione     | Claudia Sarzi Sartori    | 707     | 6,42    | 1                                           |        |       |       |
|                               | Simonetta Gialdi Baraldi  | Simonetta Gialdi Baraldi | Simonetta Gialdi Baraldi | 694     | 6,30    | Rifondazione Comunista                      | 689    | 6,66  | –     |
| Seggio di coalizione          | Seggio di coalizione      | Seggio di coalizione     | Simonetta Gialdi Baraldi | 694     | 6,30    | 1                                           |        |       |       |
|                               | Giacomo Bellina           | Giacomo Bellina          | Giacomo Bellina          | 681     | 6,18    | Movimento Sociale Italiano-Destra Nazionale | 602    | 5,82  | –     |
|                               | Silvano Farloni           | Silvano Farloni          | Silvano Farloni          | 430     | 3,90    | Alleanza Democratica                        | 471    | 4,56  | –     |
| Totale                        | Totale                    | 9 776                    | 100                      | 11 014  | 100     |                                             | 10 338 | 100   | 20    |
|                               |                           |                          |                          |         |         |                                             |        |       |       |
| Fonte: Ministero dell'interno |                           |                          |                          |         |         |                                             |        |       |       |

### Provincia di Pavia

#### Pavia
| Candidati                            | Candidati                           | II turno                  | II turno                  | I turno | I turno | Liste                                       | Voti   | %     | Seggi |
| Candidati                            | Candidati                           | Voti                      | %                         | Voti    | %       | Liste                                       | Voti   | %     | Seggi |
| ------------------------------------ | ----------------------------------- | ------------------------- | ------------------------- | ------- | ------- | ------------------------------------------- | ------ | ----- | ----- |
|                                      | Rodolfo Jannaccone-Pazzi ✔️ Sindaco | 29 572                    | 64,42                     | 22 930  | 43,19   | Lega Nord                                   | 21 515 | 44,75 | 24    |
|                                      | Carla Pierina Torselli              | 16 331                    | 35,58                     | 13 747  | 25,89   | Pavia dei Cittadini                         | 7 293  | 15,17 | 4     |
| Partito della Rifondazione Comunista | Carla Pierina Torselli              | 16 331                    | 35,58                     | 13 747  | 25,89   | 3 936                                       | 8,19   | 2     |       |
| Seggio di coalizione                 | Seggio di coalizione                | Seggio di coalizione      | 35,58                     | 13 747  | 25,89   | 1                                           |        |       |       |
|                                      | Vittorio Luigi Carlo Poma           | Vittorio Luigi Carlo Poma | Vittorio Luigi Carlo Poma | 11 607  | 21,86   | Alleanza Popolare Pavese                    | 8 391  | 17,45 | 5     |
| Rinnovare Pavia                      | Vittorio Luigi Carlo Poma           | Vittorio Luigi Carlo Poma | Vittorio Luigi Carlo Poma | 11 607  | 21,86   | 2 315                                       | 4,82   | 1     |       |
| Seggio di coalizione                 | Seggio di coalizione                | Seggio di coalizione      | Vittorio Luigi Carlo Poma | 11 607  | 21,86   | 1                                           |        |       |       |
|                                      | Carlo Nola                          | Carlo Nola                | Carlo Nola                | 1 890   | 3,56    | Movimento Sociale Italiano-Destra Nazionale | 1 861  | 3,87  | –     |
| Seggio di coalizione                 | Seggio di coalizione                | Seggio di coalizione      | Carlo Nola                | 1 890   | 3,56    | 1                                           |        |       |       |
|                                      | Angelo Lepore                       | Angelo Lepore             | Angelo Lepore             | 1 628   | 3,07    | Partito Repubblicano Italiano               | 1 502  | 3,12  | –     |
| Seggio di coalizione                 | Seggio di coalizione                | Seggio di coalizione      | Angelo Lepore             | 1 628   | 3,07    | 1                                           |        |       |       |
|                                      | Gabriella Barone                    | Gabriella Barone          | Gabriella Barone          | 1 293   | 2,44    | Partito Pensionati                          | 1 265  | 2,63  |       |
| Totale                               | Totale                              | 45 903                    | 100                       | 53 095  | 100     |                                             | 48 078 | 100   | 40    |
|                                      |                                     |                           |                           |         |         |                                             |        |       |       |
| Fonte: Ministero dell'interno        |                                     |                           |                           |         |         |                                             |        |       |       |

#### Vigevano
| Candidati                                                  | Candidati                  | II turno             | II turno          | I turno | I turno | Liste                                       | Voti   | %     | Seggi |
| Candidati                                                  | Candidati                  | Voti                 | %                 | Voti    | %       | Liste                                       | Voti   | %     | Seggi |
| ---------------------------------------------------------- | -------------------------- | -------------------- | ----------------- | ------- | ------- | ------------------------------------------- | ------ | ----- | ----- |
|                                                            | Giuseppe Rubini ✔️ Sindaco | 22 776               | 70,86             | 15 539  | 39,50   | Lega Nord                                   | 15 248 | 42,03 | 18    |
|                                                            | Luigi Vittorio Majocchi    | 9 368                | 29,14             | 8 122   | 20,64   | Democrazia Cristiana                        | 4 386  | 12,09 | 2     |
| Rinnovamento Socialista                                    | Luigi Vittorio Majocchi    | 9 368                | 29,14             | 8 122   | 20,64   | 2 573                                       | 7,09   | 1     |       |
| Seggio di coalizione                                       | Seggio di coalizione       | Seggio di coalizione | 29,14             | 8 122   | 20,64   | 1                                           |        |       |       |
|                                                            | Fiorella Boccagni          | Fiorella Boccagni    | Fiorella Boccagni | 8 103   | 20,60   | Partito Democratico della Sinistra          | 4 459  | 12,29 | 3     |
| La Rete                                                    | Fiorella Boccagni          | Fiorella Boccagni    | Fiorella Boccagni | 8 103   | 20,60   | 1 325                                       | 3,65   | –     |       |
| Partito della Rifondazione Comunista-Federazione dei Verdi | Fiorella Boccagni          | Fiorella Boccagni    | Fiorella Boccagni | 8 103   | 20,60   | 1 297                                       | 3,58   | –     |       |
| Seggio di coalizione                                       | Seggio di coalizione       | Seggio di coalizione | Fiorella Boccagni | 8 103   | 20,60   | 1                                           |        |       |       |
|                                                            | Francesco Pezzoli          | Francesco Pezzoli    | Francesco Pezzoli | 5 733   | 14,57   | Sì per Vigevano                             | 5 314  | 14,65 | 2     |
| Seggio di coalizione                                       | Seggio di coalizione       | Seggio di coalizione | Francesco Pezzoli | 5 733   | 14,57   | 1                                           |        |       |       |
|                                                            | Giuseppe Pomati            | Giuseppe Pomati      | Giuseppe Pomati   | 1 845   | 4,69    | Movimento Sociale Italiano-Destra Nazionale | 1 673  | 4,61  | –     |
| Seggio di coalizione                                       | Seggio di coalizione       | Seggio di coalizione | Giuseppe Pomati   | 1 845   | 4,69    | 1                                           |        |       |       |
| Totale                                                     | Totale                     | 32 144               | 100               | 39 342  | 100     |                                             | 36 275 | 100   | 30    |
|                                                            |                            |                      |                   |         |         |                                             |        |       |       |
| Fonte: Ministero dell'interno                              |                            |                      |                   |         |         |                                             |        |       |       |

#### Voghera
| Candidati                     | Candidati                   | II turno             | II turno          | I turno | I turno | Liste | Voti   | %     | Seggi |
| Candidati                     | Candidati                   | Voti                 | %                 | Voti    | %       | Liste | Voti   | %     | Seggi |
| ----------------------------- | --------------------------- | -------------------- | ----------------- | ------- | ------- | --- | ------ | ----- | ----- |
|                               | Maurizio Ferrari ✔️ Sindaco | 16 194               | 67,66             | 9 728   | 34,72   | Lega Nord | 9 227  | 34,63 | 18    |
|                               | Paolo Affronti              | 7 739                | 32,34             | 6 248   | 22,30   | Democrazia Cristiana | 6 365  | 23,89 | 4     |
| Seggio di coalizione          | Seggio di coalizione        | Seggio di coalizione | 32,34             | 6 248   | 22,30   | 1 |        |       |       |
|                               | Italo Betto                 | Italo Betto          | Italo Betto       | 4 599   | 16,41   | Unione Democratica per Voghera (Partito Democratico della Sinistra-Partito Socialista Italiano-Partito Repubblicano Italiano-Uniti per Voghera) | 4 360  | 16,37 | 2     |
| Seggio di coalizione          | Seggio di coalizione        | Seggio di coalizione | Italo Betto       | 4 599   | 16,41   | 1 |        |       |       |
|                               | Antonella Dagradi           | Antonella Dagradi    | Antonella Dagradi | 3 978   | 14,20   | Partito della Rifondazione Comunista | 2 365  | 8,88  | 1     |
| Federazione dei Verdi-La Rete | Antonella Dagradi           | Antonella Dagradi    | Antonella Dagradi | 3 978   | 14,20   | 1 018 | 3,82   | –     |       |
| Seggio di coalizione          | Seggio di coalizione        | Seggio di coalizione | Antonella Dagradi | 3 978   | 14,20   | 1 |        |       |       |
|                               | Leonardo Gallina            | Leonardo Gallina     | Leonardo Gallina  | 1 767   | 6,31    | Alleanza Democratica | 1 862  | 6,99  | –     |
| Seggio di coalizione          | Seggio di coalizione        | Seggio di coalizione | Leonardo Gallina  | 1 767   | 6,31    | 1 |        |       |       |
|                               | Mario Gazzaniga             | Mario Gazzaniga      | Mario Gazzaniga   | 1 702   | 6,07    | Movimento Sociale Italiano-Destra Nazionale | 1 445  | 5,42  | –     |
| Seggio di coalizione          | Seggio di coalizione        | Seggio di coalizione | Mario Gazzaniga   | 1 702   | 6,07    | 1 |        |       |       |
| Totale                        | Totale                      | 23 933               | 100               | 28 022  | 100     | | 26 642 | 100   | 30    |
|                               |                             |                      |                   |         |         | |        |       |       |
| Fonte: Ministero dell'interno |                             |                      |                   |         |         | |        |       |       |

### Provincia di Varese

#### Samarate
| Candidati                            | Candidati                | II turno             | II turno          | I turno | I turno | Liste | Voti  | %     | Seggi |
| Candidati                            | Candidati                | Voti                 | %                 | Voti    | %       | Liste | Voti  | %     | Seggi |
| ------------------------------------ | ------------------------ | -------------------- | ----------------- | ------- | ------- | --- | ----- | ----- | ----- |
|                                      | Renato Chilin ✔️ Sindaco | 5 913                | 62,47             | 4 413   | 42,28   | Lega Nord | 4 237 | 43,49 | 12    |
|                                      | Franco Piacentini        | 3 552                | 37,53             | 2 963   | 28,39   | Democrazia Cristiana | 2 597 | 26,66 | 3     |
| Seggio di coalizione                 | Seggio di coalizione     | Seggio di coalizione | 37,53             | 2 963   | 28,39   | 1 |       |       |       |
|                                      | Vittorio Solanti         | Vittorio Solanti     | Vittorio Solanti  | 1 906   | 18,26   | Samarate Futura (Partito Democratico della Sinistra-Partito Repubblicano Italiano-Altri)                                      | 1 175 | 12,06 | 1     |
| Partito della Rifondazione Comunista | Vittorio Solanti         | Vittorio Solanti     | Vittorio Solanti  | 1 906   | 18,26   | 598 | 6,14  | 1     |       |
| Seggio di coalizione                 | Seggio di coalizione     | Seggio di coalizione | Vittorio Solanti  | 1 906   | 18,26   | 1 |       |       |       |
|                                      | Luigino Portalupi        | Luigino Portalupi    | Luigino Portalupi | 846     | 8,11    | Alleanza Progressista Democratica (Partito Socialista Italiano-Partito Socialista Democratico Italiano-Federazione dei Verdi) | 831   | 8,53  | –     |
| Seggio di coalizione                 | Seggio di coalizione     | Seggio di coalizione | Luigino Portalupi | 846     | 8,11    | 1 |       |       |       |
|                                      | Pierangelo Brivio        | Pierangelo Brivio    | Pierangelo Brivio | 309     | 2,96    | Alleanza Lombarda Autonomia                                                                                                   | 304   | 3,12  |       |
| Totale                               | Totale                   | 9 465                | 100               | 10 437  | 100     | | 9 742 | 100   | 20    |
|                                      |                          |                      |                   |         |         | |       |       |       |
| Fonte: Ministero dell'interno        |                          |                      |                   |         |         | |       |       |       |

## Elezioni del novembre 1993

### Provincia di Milano

#### Arcore
| Candidati                     | Candidati                | II turno             | II turno            | I turno | I turno | Liste | Voti   | %     | Seggi |
| Candidati                     | Candidati                | Voti                 | %                   | Voti    | %       | Liste | Voti   | %     | Seggi |
| ----------------------------- | ------------------------ | -------------------- | ------------------- | ------- | ------- | --- | ------ | ----- | ----- |
|                               | Enrico Perego ✔️ Sindaco | 5 291                | 53,37               | 4 186   | 36,93   | Lega Nord | 3 966  | 38,22 | 12    |
|                               | Giovanni Garancini       | 4 623                | 46,63               | 2 495   | 22,01   | Progresso e Solidarietà (Partito Democratico della Sinistra-Partito Socialista Italiano-Partito Repubblicano Italiano) | 2 198  | 21,18 | 2     |
| Seggio di coalizione          | Seggio di coalizione     | Seggio di coalizione | 46,63               | 2 495   | 22,01   | 1 |        |       |       |
|                               | Aldo Longoni             | Aldo Longoni         | Aldo Longoni        | 2 262   | 19,96   | Democrazia Cristiana                                                                                                   | 1 959  | 18,88 | 2     |
| Seggio di coalizione          | Seggio di coalizione     | Seggio di coalizione | Aldo Longoni        | 2 262   | 19,96   | 1 |        |       |       |
|                               | Carlo Bergonzoni         | Carlo Bergonzoni     | Carlo Bergonzoni    | 1 807   | 15,94   | Rifondazione Comunista                                                                                                 | 681    | 6,56  | 1     |
| Federazione dei Verdi         | Carlo Bergonzoni         | Carlo Bergonzoni     | Carlo Bergonzoni    | 1 807   | 15,94   | 589 | 5,68   | –     |       |
| Tempo di Cambiare             | Carlo Bergonzoni         | Carlo Bergonzoni     | Carlo Bergonzoni    | 1 807   | 15,94   | 412 | 3,97   | –     |       |
| Seggio di coalizione          | Seggio di coalizione     | Seggio di coalizione | Carlo Bergonzoni    | 1 807   | 15,94   | 1 |        |       |       |
|                               | Mariantonella Fantò      | Mariantonella Fantò  | Mariantonella Fantò | 584     | 5,15    | Arcore Viva | 573    | 5,52  | –     |
| Totale                        | Totale                   | 9 914                | 100                 | 11 334  | 100     | | 10 378 | 100   | 20    |
|                               |                          |                      |                     |         |         | |        |       |       |
| Fonte: Ministero dell'interno |                          |                      |                     |         |         | |        |       |       |

#### Garbagnate Milanese
| Candidati                           | Candidati                   | II turno             | II turno          | I turno | I turno | Liste                              | Voti   | %     | Seggi |
| Candidati                           | Candidati                   | Voti                 | %                 | Voti    | %       | Liste                              | Voti   | %     | Seggi |
| ----------------------------------- | --------------------------- | -------------------- | ----------------- | ------- | ------- | ---------------------------------- | ------ | ----- | ----- |
|                                     | Pier Mauro Pioli ✔️ Sindaco | 8 899                | 59,26             | 6 057   | 34,79   | Partito Democratico della Sinistra | 4 130  | 27,31 | 11    |
| Alleanza per Garbagnate             | Pier Mauro Pioli ✔️ Sindaco | 8 899                | 59,26             | 6 057   | 34,79   | 495                                | 3,27   | 1     |       |
|                                     | Gianluigi Banfi             | 6 117                | 40,74             | 4 498   | 25,84   | Lega Nord                          | 4 332  | 28,65 | 3     |
| Seggio di coalizione                | Seggio di coalizione        | Seggio di coalizione | 40,74             | 4 498   | 25,84   | 1                                  |        |       |       |
|                                     | Angelo Meroni               | Angelo Meroni        | Angelo Meroni     | 3 184   | 18,29   | Democrazia Cristiana               | 2 450  | 16,20 | 1     |
| Rinascita Socialista per Garbagnate | Angelo Meroni               | Angelo Meroni        | Angelo Meroni     | 3 184   | 18,29   | 489                                | 3,23   | –     |       |
| Seggio di coalizione                | Seggio di coalizione        | Seggio di coalizione | Angelo Meroni     | 3 184   | 18,29   | 1                                  |        |       |       |
|                                     | Maurizio Moro               | Maurizio Moro        | Maurizio Moro     | 1 534   | 8,81    | Rifondazione Comunista             | 1 385  | 9,16  | –     |
| Seggio di coalizione                | Seggio di coalizione        | Seggio di coalizione | Maurizio Moro     | 1 534   | 8,81    | 1                                  |        |       |       |
|                                     | Giovanni Bucci              | Giovanni Bucci       | Giovanni Bucci    | 1 478   | 8,49    | Insieme per Garbagnate (A)         | 1 478  | 9,77  | –     |
| Seggio di coalizione                | Seggio di coalizione        | Seggio di coalizione | Giovanni Bucci    | 1 478   | 8,49    | 1                                  |        |       |       |
|                                     | Alberto Nepotismo           | Alberto Nepotismo    | Alberto Nepotismo | 657     | 3,77    | Lega Meridionale d'Italia          | 569    | 3,76  | –     |
| Totale                              | Totale                      | 15 016               | 100               | 17 408  | 100     |                                    | 15 121 | 100   | 20    |
|                                     |                             |                      |                   |         |         |                                    |        |       |       |
| Fonte: Ministero dell'interno       |                             |                      |                   |         |         |                                    |        |       |       |

#### Legnano
| Candidati                            | Candidati              | II turno             | II turno            | I turno | I turno | Liste                                         | Voti   | %     | Seggi |
| Candidati                            | Candidati              | Voti                 | %                   | Voti    | %       | Liste                                         | Voti   | %     | Seggi |
| ------------------------------------ | ---------------------- | -------------------- | ------------------- | ------- | ------- | --------------------------------------------- | ------ | ----- | ----- |
|                                      | Marco Turri ✔️ Sindaco | 20 680               | 68,93               | 16 757  | 47,19   | Lega Nord                                     | 15 146 | 48,32 | 18    |
|                                      | Stefano Landini        | 9 321                | 31,07               | 5 107   | 14,38   | Partito Democratico della Sinistra            | 2 830  | 9,03  | 2     |
| Partito della Rifondazione Comunista | Stefano Landini        | 9 321                | 31,07               | 5 107   | 14,38   | 1 404                                         | 4,48   | –     |       |
| Seggio di coalizione                 | Seggio di coalizione   | Seggio di coalizione | 31,07               | 5 107   | 14,38   | 1                                             |        |       |       |
|                                      | Paolo Alli             | Paolo Alli           | Paolo Alli          | 5 044   | 14,20   | Democrazia Cristiana                          | 3 452  | 11,01 | 3     |
| Patto per Legnano                    | Paolo Alli             | Paolo Alli           | Paolo Alli          | 5 044   | 14,20   | 829                                           | 2,64   | –     |       |
| Seggio di coalizione                 | Seggio di coalizione   | Seggio di coalizione | Paolo Alli          | 5 044   | 14,20   | 1                                             |        |       |       |
|                                      | Giorgio Vecchio        | Giorgio Vecchio      | Giorgio Vecchio     | 4 777   | 13,45   | Lista per Legnano                             | 4 242  | 13,53 | 2     |
| Seggio di coalizione                 | Seggio di coalizione   | Seggio di coalizione | Giorgio Vecchio     | 4 777   | 13,45   | 1                                             |        |       |       |
|                                      | Stefano Benetti        | Stefano Benetti      | Stefano Benetti     | 1 506   | 4,24    | Movimento Sociale Italiano - Destra Nazionale | 1 077  | 3,44  | –     |
| Partito Pensionati                   | Stefano Benetti        | Stefano Benetti      | Stefano Benetti     | 1 506   | 4,24    | 173                                           | 0,55   | –     |       |
| Seggio di coalizione                 | Seggio di coalizione   | Seggio di coalizione | Stefano Benetti     | 1 506   | 4,24    | 1                                             |        |       |       |
|                                      | Angela Bossi Brivio    | Angela Bossi Brivio  | Angela Bossi Brivio | 1 230   | 3,46    | Alleanza Lombarda Autonomia                   | 1 134  | 3,62  | –     |
| Seggio di coalizione                 | Seggio di coalizione   | Seggio di coalizione | Angela Bossi Brivio | 1 230   | 3,46    | 1                                             |        |       |       |
|                                      | Roberto Borgio         | Roberto Borgio       | Roberto Borgio      | 1 091   | 3,07    | Alleanza Democratica                          | 1 056  | 3,37  | –     |
| Totale                               | Totale                 | 30 001               | 100                 | 35 512  | 100     |                                               | 31 343 | 100   | 30    |
|                                      |                        |                      |                     |         |         |                                               |        |       |       |
| Fonte: Ministero dell'interno        |                        |                      |                     |         |         |                                               |        |       |       |

#### Limbiate
| Candidati                     | Candidati                          | II turno                           | II turno                           | I turno | I turno | Liste                                       | Voti   | %     | Seggi |
| Candidati                     | Candidati                          | Voti                               | %                                  | Voti    | %       | Liste                                       | Voti   | %     | Seggi |
| ----------------------------- | ---------------------------------- | ---------------------------------- | ---------------------------------- | ------- | ------- | ------------------------------------------- | ------ | ----- | ----- |
|                               | Guido Cattabeni ✔️ Sindaco         | 11 643                             | 61,58                              | 8 990   | 42,58   | Partito Democratico della Sinistra          | 2 845  | 15,39 | 8     |
| Democrazia Cristiana          | Guido Cattabeni ✔️ Sindaco         | 11 643                             | 61,58                              | 8 990   | 42,58   | 2 727                                       | 14,75  | 7     |       |
| Verdi per Limbiate            | Guido Cattabeni ✔️ Sindaco         | 11 643                             | 61,58                              | 8 990   | 42,58   | 1 351                                       | 7,31   | 3     |       |
|                               | Lorenzo Tamos                      | 7 264                              | 38,42                              | 5 745   | 27,21   | Lega Nord                                   | 5 471  | 29,59 | 6     |
| Seggio di coalizione          | Seggio di coalizione               | Seggio di coalizione               | 38,42                              | 5 745   | 27,21   | 1                                           |        |       |       |
|                               | Giancarlo Moretti                  | Giancarlo Moretti                  | Giancarlo Moretti                  | 2 709   | 12,83   | Limbiate Sì                                 | 2 485  | 13,44 | 2     |
| Seggio di coalizione          | Seggio di coalizione               | Seggio di coalizione               | Giancarlo Moretti                  | 2 709   | 12,83   | 1                                           |        |       |       |
|                               | Antonino Battiato                  | Antonino Battiato                  | Antonino Battiato                  | 1 534   | 7,27    | Rifondazione Comunista                      | 1 525  | 8,25  | –     |
| Seggio di coalizione          | Seggio di coalizione               | Seggio di coalizione               | Antonino Battiato                  | 1 534   | 7,27    | 1                                           |        |       |       |
|                               | Francesco Antonino Triscari Binoni | Francesco Antonino Triscari Binoni | Francesco Antonino Triscari Binoni | 1 069   | 5,06    | Partito Socialista Italiano                 | 1 060  | 5,73  | –     |
| Seggio di coalizione          | Seggio di coalizione               | Seggio di coalizione               | Francesco Antonino Triscari Binoni | 1 069   | 5,06    | 1                                           |        |       |       |
|                               | Casimiro Bonfiglio                 | Casimiro Bonfiglio                 | Casimiro Bonfiglio                 | 620     | 2,94    | Movimento Sociale Italiano-Destra Nazionale | 595    | 3,22  | –     |
|                               | Antonino Avona                     | Antonino Avona                     | Antonino Avona                     | 447     | 2,12    | Avona Limbiate                              | 433    | 2,34  | –     |
| Totale                        | Totale                             | 18 907                             | 100                                | 21 114  | 100     |                                             | 18 492 | 100   | 30    |
|                               |                                    |                                    |                                    |         |         |                                             |        |       |       |
| Fonte: Ministero dell'interno |                                    |                                    |                                    |         |         |                                             |        |       |       |

#### Lodi
| Candidati                     | Candidati                   | II turno               | II turno               | I turno | I turno | Liste | Voti   | %     | Seggi |
| Candidati                     | Candidati                   | Voti                   | %                      | Voti    | %       | Liste | Voti   | %     | Seggi |
| ----------------------------- | --------------------------- | ---------------------- | ---------------------- | ------- | ------- | --- | ------ | ----- | ----- |
|                               | Alberto Segalini ✔️ Sindaco | 16 113                 | 61,15                  | 11 590  | 37,77   | Lega Nord | 10 832 | 38,32 | 24    |
|                               | Valerio Manfrini            | 10 239                 | 38,85                  | 8 663   | 28,23   | Democrazia Cristiana                                                                                                 | 5 457  | 19,31 | 5     |
| Alleanza per Lodi             | Valerio Manfrini            | 10 239                 | 38,85                  | 8 663   | 28,23   | 2 145 | 7,59   | 2     |       |
| Seggio di coalizione          | Seggio di coalizione        | Seggio di coalizione   | 38,85                  | 8 663   | 28,23   | 1 |        |       |       |
|                               | Lino Osvaldo Felissari      | Lino Osvaldo Felissari | Lino Osvaldo Felissari | 6 807   | 22,18   | Rinnovamento per Lodi (Partito Democratico della Sinistra-Partito Socialista Italiano–Partito Repubblicano Italiano) | 6 075  | 21,49 | 5     |
| Seggio di coalizione          | Seggio di coalizione        | Seggio di coalizione   | Lino Osvaldo Felissari | 6 807   | 22,18   | 1 |        |       |       |
|                               | Lorenzo De Vecchi           | Lorenzo De Vecchi      | Lorenzo De Vecchi      | 1 807   | 5,89    | Rifondazione Comunista                                                                                               | 1 814  | 6,42  | –     |
| Seggio di coalizione          | Seggio di coalizione        | Seggio di coalizione   | Lorenzo De Vecchi      | 1 807   | 5,89    | 1 |        |       |       |
|                               | Carlo Montanari             | Carlo Montanari        | Carlo Montanari        | 1 003   | 3,27    | Movimento Sociale Italiano - Destra Nazionale                                                                        | 1 009  | 3,57  | –     |
| Seggio di coalizione          | Seggio di coalizione        | Seggio di coalizione   | Carlo Montanari        | 1 003   | 3,27    | 1 |        |       |       |
|                               | Maria Casiraghi Meani       | Maria Casiraghi Meani  | Maria Casiraghi Meani  | 818     | 2,67    | Lista Laudense | 935    | 3,31  | –     |
| Totale                        | Totale                      | 26 352                 | 100                    | 30 688  | 100     | | 28 267 | 100   | 40    |
|                               |                             |                        |                        |         |         | |        |       |       |
| Fonte: Ministero dell'interno |                             |                        |                        |         |         | |        |       |       |

#### Parabiago
| Candidati                            | Candidati                    | II turno             | II turno          | I turno | I turno | Liste                                         | Voti   | %     | Seggi |
| Candidati                            | Candidati                    | Voti                 | %                 | Voti    | %       | Liste                                         | Voti   | %     | Seggi |
| ------------------------------------ | ---------------------------- | -------------------- | ----------------- | ------- | ------- | --------------------------------------------- | ------ | ----- | ----- |
|                                      | Alessandra Padoan ✔️ Sindaca | 9 199                | 64,50             | 8 042   | 49,08   | Lega Nord                                     | 7 620  | 50,71 | 12    |
|                                      | Ornella Venturini            | 5 062                | 35,50             | 4 154   | 25,35   | Partito Democratico della Sinistra            | 1 753  | 11,66 | 2     |
| Vivere Parabiago                     | Ornella Venturini            | 5 062                | 35,50             | 4 154   | 25,35   | 700                                           | 4,66   | 1     |       |
| Partito della Rifondazione Comunista | Ornella Venturini            | 5 062                | 35,50             | 4 154   | 25,35   | 560                                           | 3,73   | –     |       |
| La Rete                              | Ornella Venturini            | 5 062                | 35,50             | 4 154   | 25,35   | 437                                           | 2,91   | –     |       |
| Seggio di coalizione                 | Seggio di coalizione         | Seggio di coalizione | 35,50             | 4 154   | 25,35   | 1                                             |        |       |       |
|                                      | Alfio Molteni                | Alfio Molteni        | Alfio Molteni     | 3 568   | 21,78   | Democrazia Cristiana                          | 2 618  | 17,42 | 3     |
| Partito Socialista Italiano          | Alfio Molteni                | Alfio Molteni        | Alfio Molteni     | 3 568   | 21,78   | 782                                           | 5,20   | –     |       |
| Seggio di coalizione                 | Seggio di coalizione         | Seggio di coalizione | Alfio Molteni     | 3 568   | 21,78   | 1                                             |        |       |       |
|                                      | Francesco Colombo            | Francesco Colombo    | Francesco Colombo | 620     | 3,78    | Movimento Sociale Italiano - Destra Nazionale | 558    | 3,71  | –     |
| Totale                               | Totale                       | 14 261               | 100               | 16 384  | 100     |                                               | 15 028 | 100   | 20    |
|                                      |                              |                      |                   |         |         |                                               |        |       |       |
| Fonte: Ministero dell'interno        |                              |                      |                   |         |         |                                               |        |       |       |

#### Segrate
| Candidati                     | Candidati                   | II turno                    | II turno                    | I turno | I turno | Liste                              | Voti   | %     | Seggi |
| Candidati                     | Candidati                   | Voti                        | %                           | Voti    | %       | Liste                              | Voti   | %     | Seggi |
| ----------------------------- | --------------------------- | --------------------------- | --------------------------- | ------- | ------- | ---------------------------------- | ------ | ----- | ----- |
|                               | Ugo Ligarotti ✔️ Sindaco    | 9 025                       | 52,06                       | 7 817   | 35,35   | Lega Nord                          | 7 424  | 36,25 | 18    |
|                               | Biagio Latino               | 8 312                       | 47,94                       | 3 065   | 13,86   | Federazione dei Verdi              | 2 841  | 13,87 | 2     |
| Seggio di coalizione          | Seggio di coalizione        | Seggio di coalizione        | 47,94                       | 3 065   | 13,86   | 1                                  |        |       |       |
|                               | Benito Alberto Ruiu         | Benito Alberto Ruiu         | Benito Alberto Ruiu         | 3 018   | 13,65   | Democrazia Cristiana               | 1 567  | 7,65  | 1     |
| Uniti per Segrate             | Benito Alberto Ruiu         | Benito Alberto Ruiu         | Benito Alberto Ruiu         | 3 018   | 13,65   | 804                                | 3,93   | –     |       |
| Seggio di coalizione          | Seggio di coalizione        | Seggio di coalizione        | Benito Alberto Ruiu         | 3 018   | 13,65   | 1                                  |        |       |       |
|                               | Riccardo Ghidoni            | Riccardo Ghidoni            | Riccardo Ghidoni            | 2 695   | 12,19   | Partito Democratico della Sinistra | 2 558  | 12,49 | 2     |
| Seggio di coalizione          | Seggio di coalizione        | Seggio di coalizione        | Riccardo Ghidoni            | 2 695   | 12,19   | 1                                  |        |       |       |
|                               | Giovanni De Berti           | Giovanni De Berti           | Giovanni De Berti           | 1 985   | 8,98    | Popolari per Segrate               | 1 800  | 8,79  | 1     |
| Seggio di coalizione          | Seggio di coalizione        | Seggio di coalizione        | Giovanni De Berti           | 1 985   | 8,98    | 1                                  |        |       |       |
|                               | Luigi Alessandrini          | Luigi Alessandrini          | Luigi Alessandrini          | 1 125   | 5,09    | Insieme per Segrate                | 1 050  | 5,13  | –     |
| Seggio di coalizione          | Seggio di coalizione        | Seggio di coalizione        | Luigi Alessandrini          | 1 125   | 5,09    | 1                                  |        |       |       |
|                               | Silvana Elda Zonta          | Silvana Elda Zonta          | Silvana Elda Zonta          | 1 050   | 4,75    | Rifondazione Comunista             | 1 112  | 5,43  | –     |
|                               | Claudio Bonfantini          | Claudio Bonfantini          | Claudio Bonfantini          | 553     | 2,50    | Laici e Repubblicani per Segrate   | 534    | 2,61  | –     |
|                               | Gianfranco Teodoro Recchia  | Gianfranco Teodoro Recchia  | Gianfranco Teodoro Recchia  | 545     | 2,46    | Con Sgarbi per Segrate             | 530    | 2,59  | –     |
|                               | Gabriele Gian Maria Garzoli | Gabriele Gian Maria Garzoli | Gabriele Gian Maria Garzoli | 262     | 1,18    | Lavoro Pensione Giustizia          | 260    | 1,27  | –     |
| Totale                        | Totale                      | 17 337                      | 100                         | 22 115  | 100     |                                    | 20 480 | 100   | 30    |
|                               |                             |                             |                             |         |         |                                    |        |       |       |
| Fonte: Ministero dell'interno |                             |                             |                             |         |         |                                    |        |       |       |

#### Seregno
| Candidati                     | Candidati                 | II turno                  | II turno                  | I turno | I turno | Liste | Voti   | %     | Seggi |
| Candidati                     | Candidati                 | Voti                      | %                         | Voti    | %       | Liste | Voti   | %     | Seggi |
| ----------------------------- | ------------------------- | ------------------------- | ------------------------- | ------- | ------- | --- | ------ | ----- | ----- |
|                               | Evita Bovolato ✔️ Sindaca | 14 868                    | 64,08                     | 12 924  | 47,64   | Lega Nord | 12 253 | 49,09 | 18    |
|                               | Roberto Galliani          | 8 334                     | 35,92                     | 5 834   | 21,51   | Partito Democratico della Sinistra                                                                                                 | 2 647  | 10,60 | 3     |
| La Rete                       | Roberto Galliani          | 8 334                     | 35,92                     | 5 834   | 21,51   | 1 306 | 5,23   | 1     |       |
| Rifondazione Comunista        | Roberto Galliani          | 8 334                     | 35,92                     | 5 834   | 21,51   | 845 | 3,39   | –     |       |
| Seggio di coalizione          | Seggio di coalizione      | Seggio di coalizione      | 35,92                     | 5 834   | 21,51   | 1 |        |       |       |
|                               | Giancarlo Mariani         | Giancarlo Mariani         | Giancarlo Mariani         | 3 710   | 13,68   | Democrazia Cristiana | 3 635  | 14,56 | 3     |
| Seggio di coalizione          | Seggio di coalizione      | Seggio di coalizione      | Giancarlo Mariani         | 3 710   | 13,68   | 1 |        |       |       |
|                               | Cesare Visconti           | Cesare Visconti           | Cesare Visconti           | 2 519   | 9,29    | Alleanza per Seregno (Partito Socialista Italiano-Partito Repubblicano Italiano-Partito Liberale Italiano-Popolari per la Riforma) | 2 396  | 9,60  | 1     |
| Seggio di coalizione          | Seggio di coalizione      | Seggio di coalizione      | Cesare Visconti           | 2 519   | 9,29    | 1 |        |       |       |
|                               | Giuseppe Anastasi         | Giuseppe Anastasi         | Giuseppe Anastasi         | 1 679   | 6,19    | Cittadini per Seregno | 1 453  | 5,82  | –     |
| Seggio di coalizione          | Seggio di coalizione      | Seggio di coalizione      | Giuseppe Anastasi         | 1 679   | 6,19    | 1 |        |       |       |
|                               | Raffaello Umberto Bottani | Raffaello Umberto Bottani | Raffaello Umberto Bottani | 460     | 1,70    | Lista per il Partito Democratico                                                                                                   | 427    | 1,71  | –     |
| Totale                        | Totale                    | 23 202                    | 100                       | 27 126  | 100     | | 24 962 | 100   | 30    |
|                               |                           |                           |                           |         |         | |        |       |       |
| Fonte: Ministero dell'interno |                           |                           |                           |         |         | |        |       |       |

#### Vimercate
| Candidati                     | Candidati                  | II turno             | II turno             | I turno | I turno | Liste                  | Voti   | %     | Seggi |
| Candidati                     | Candidati                  | Voti                 | %                    | Voti    | %       | Liste                  | Voti   | %     | Seggi |
| ----------------------------- | -------------------------- | -------------------- | -------------------- | ------- | ------- | ---------------------- | ------ | ----- | ----- |
|                               | Andrea Flumiani ✔️ Sindaco | 8 682                | 59,51                | 6 619   | 36,65   | Lega Nord              | 6 357  | 37,41 | 12    |
|                               | Carlo Tardini              | 5 907                | 40,49                | 3 906   | 21,63   | Democrazia Cristiana   | 3 577  | 21,05 | 2     |
| Seggio di coalizione          | Seggio di coalizione       | Seggio di coalizione | 40,49                | 3 906   | 21,63   | 1                      |        |       |       |
|                               | Salvatore Filincieri       | Salvatore Filincieri | Salvatore Filincieri | 3 830   | 21,21   | Unione Progressisti    | 3 530  | 20,77 | 2     |
| Seggio di coalizione          | Seggio di coalizione       | Seggio di coalizione | Salvatore Filincieri | 3 830   | 21,21   | 1                      |        |       |       |
|                               | Luigi Grandi               | Luigi Grandi         | Luigi Grandi         | 1 804   | 9,99    | Alleanza per Vimercate | 1 695  | 9,97  | –     |
| Seggio di coalizione          | Seggio di coalizione       | Seggio di coalizione | Luigi Grandi         | 1 804   | 9,99    | 1                      |        |       |       |
|                               | Giovanna Casati            | Giovanna Casati      | Giovanna Casati      | 1 480   | 8,19    | Rifondazione Comunista | 1 460  | 8,59  | –     |
| Seggio di coalizione          | Seggio di coalizione       | Seggio di coalizione | Giovanna Casati      | 1 480   | 8,19    | 1                      |        |       |       |
|                               | Enrico Galbussera          | Enrico Galbussera    | Enrico Galbussera    | 422     | 2,34    | Lista Pinamonte        | 375    | 2,21  | –     |
| Totale                        | Totale                     | 14 589               | 100                  | 18 061  | 100     |                        | 16 994 | 100   | 20    |
|                               |                            |                      |                      |         |         |                        |        |       |       |
| Fonte: Ministero dell'interno |                            |                      |                      |         |         |                        |        |       |       |

### Provincia di Como

#### Cantù
| Candidati                          | Candidati                | II turno             | II turno          | I turno | I turno | Liste                       | Voti   | %     | Seggi |
| Candidati                          | Candidati                | Voti                 | %                 | Voti    | %       | Liste                       | Voti   | %     | Seggi |
| ---------------------------------- | ------------------------ | -------------------- | ----------------- | ------- | ------- | --------------------------- | ------ | ----- | ----- |
|                                    | Armando Selva ✔️ Sindaco | 12 800               | 60,48             | 10 913  | 45,05   | Lega Nord                   | 9 960  | 45,84 | 18    |
|                                    | Carlo Rodi               | 8 363                | 39,52             | 5 087   | 21,00   | Areaperta                   | 2 216  | 10,20 | 2     |
| Partito Democratico della Sinistra | Carlo Rodi               | 8 363                | 39,52             | 5 087   | 21,00   | 1 662                       | 7,65   | 1     |       |
| Seggio di coalizione               | Seggio di coalizione     | Seggio di coalizione | 39,52             | 5 087   | 21,00   | 1                           |        |       |       |
|                                    | Giuseppe Anzani          | Giuseppe Anzani      | Giuseppe Anzani   | 4 197   | 17,33   | Democrazia Cristiana        | 3 369  | 15,51 | 4     |
| Cantù Mia                          | Giuseppe Anzani          | Giuseppe Anzani      | Giuseppe Anzani   | 4 197   | 17,33   | 823                         | 3,79   | –     |       |
| Seggio di coalizione               | Seggio di coalizione     | Seggio di coalizione | Giuseppe Anzani   | 4 197   | 17,33   | 1                           |        |       |       |
|                                    | Roberto Colombo          | Roberto Colombo      | Roberto Colombo   | 1 230   | 5,08    | Federazione dei Verdi       | 1 183  | 5,44  | –     |
| Seggio di coalizione               | Seggio di coalizione     | Seggio di coalizione | Roberto Colombo   | 1 230   | 5,08    | 1                           |        |       |       |
|                                    | Paolo Grassi             | Paolo Grassi         | Paolo Grassi      | 1 104   | 4,56    | Partito Socialista Italiano | 958    | 4,41  | –     |
| Seggio di coalizione               | Seggio di coalizione     | Seggio di coalizione | Paolo Grassi      | 1 104   | 4,56    | 1                           |        |       |       |
|                                    | Francesco Orlando        | Francesco Orlando    | Francesco Orlando | 898     | 3,71    | Rifondazione Comunista      | 904    | 4,16  | –     |
| Seggio di coalizione               | Seggio di coalizione     | Seggio di coalizione | Francesco Orlando | 898     | 3,71    | 1                           |        |       |       |
|                                    | Giorgio Masocco          | Giorgio Masocco      | Giorgio Masocco   | 796     | 3,29    | Alleanza Nazionale          | 653    | 3,01  | –     |
| Totale                             | Totale                   | 21 163               | 100               | 24 225  | 100     |                             | 21 728 | 100   | 30    |
|                                    |                          |                      |                   |         |         |                             |        |       |       |
| Fonte: Ministero dell'interno      |                          |                      |                   |         |         |                             |        |       |       |

### Provincia di Cremona

#### Crema
| Candidati                            | Candidati                    | II turno                    | II turno                    | I turno | I turno | Liste                                       | Voti   | %     | Seggi |
| Candidati                            | Candidati                    | Voti                        | %                           | Voti    | %       | Liste                                       | Voti   | %     | Seggi |
| ------------------------------------ | ---------------------------- | --------------------------- | --------------------------- | ------- | ------- | ------------------------------------------- | ------ | ----- | ----- |
|                                      | Cesare Giovinetti ✔️ Sindaco | 12 092                      | 52,67                       | 7 812   | 31,77   | Lega Nord                                   | 7 243  | 33,36 | 18    |
|                                      | Renato Daniele Strada        | 10 867                      | 47,33                       | 9 345   | 38,00   | Alleanza Progressista                       | 4 762  | 21,94 | 4     |
| Partito della Rifondazione Comunista | Renato Daniele Strada        | 10 867                      | 47,33                       | 9 345   | 38,00   | 1 559                                       | 7,18   | 1     |       |
| Federazione dei Verdi                | Renato Daniele Strada        | 10 867                      | 47,33                       | 9 345   | 38,00   | 1 365                                       | 6,29   | 1     |       |
| Seggio di coalizione                 | Seggio di coalizione         | Seggio di coalizione        | 47,33                       | 9 345   | 38,00   | 1                                           |        |       |       |
|                                      | Gualtiero Donzelli           | Gualtiero Donzelli          | Gualtiero Donzelli          | 5 631   | 22,90   | Democrazia Cristiana                        | 3 330  | 15,34 | 3     |
| Patto Popolare Crema                 | Gualtiero Donzelli           | Gualtiero Donzelli          | Gualtiero Donzelli          | 5 631   | 22,90   | 1 595                                       | 7,35   | 1     |       |
| Seggio di coalizione                 | Seggio di coalizione         | Seggio di coalizione        | Gualtiero Donzelli          | 5 631   | 22,90   | 1                                           |        |       |       |
|                                      | Elda Zucchi Pinelli          | Elda Zucchi Pinelli         | Elda Zucchi Pinelli         | 753     | 3,06    | Riformisti Insieme                          | 786    | 3,62  | –     |
|                                      | Agostino Enrico Resteghelli  | Agostino Enrico Resteghelli | Agostino Enrico Resteghelli | 650     | 2,64    | Movimento Sociale Italiano-Destra Nazionale | 583    | 2,69  | –     |
|                                      | Carlo Fatuzzo                | Carlo Fatuzzo               | Carlo Fatuzzo               | 258     | 1,05    | Partito Pensionati                          | 238    | 1,10  | –     |
|                                      | Santo Marino Cauzzi          | Santo Marino Cauzzi         | Santo Marino Cauzzi         | 142     | 0,58    | Lega Pensionati e Laburisti                 | 248    | 1,14  | –     |
| Totale                               | Totale                       | 22 959                      | 100                         | 24 591  | 100     |                                             | 21 709 | 100   | 30    |
|                                      |                              |                             |                             |         |         |                                             |        |       |       |
| Fonte: Ministero dell'interno        |                              |                             |                             |         |         |                                             |        |       |       |

### Provincia di Varese

#### Busto Arsizio
| Candidati                     | Candidati                  | II turno               | II turno               | I turno | I turno | Liste | Voti   | %     | Seggi |
| Candidati                     | Candidati                  | Voti                   | %                      | Voti    | %       | Liste | Voti   | %     | Seggi |
| ----------------------------- | -------------------------- | ---------------------- | ---------------------- | ------- | ------- | --- | ------ | ----- | ----- |
|                               | Gianfranco Tosi ✔️ Sindaco | 32 445                 | 73,26                  | 24 813  | 46,52   | Lega Nord | 24 267 | 46,87 | 18    |
|                               | Walter Picco Bellazzi      | 11 845                 | 26,74                  | 7 315   | 13,71   | Democrazia Cristiana | 7 407  | 14,31 | 3     |
| Seggio di coalizione          | Seggio di coalizione       | Seggio di coalizione   | 26,74                  | 7 315   | 13,71   | 1 |        |       |       |
|                               | Alberto Ceriani            | Alberto Ceriani        | Alberto Ceriani        | 6 062   | 11,37   | Alleanza di Progresso (Partito Democratico della Sinistra–Partito Socialista Italiano–Partito Repubblicano Italiano–Federazione dei Verdi–Alleanza Democratica) | 5 755  | 11,12 | 2     |
| Seggio di coalizione          | Seggio di coalizione       | Seggio di coalizione   | Alberto Ceriani        | 6 062   | 11,37   | 1 |        |       |       |
|                               | Giovanni Pellegatta        | Giovanni Pellegatta    | Giovanni Pellegatta    | 4 786   | 8,97    | Busto Futura | 4 305  | 8,31  | 1     |
| Seggio di coalizione          | Seggio di coalizione       | Seggio di coalizione   | Giovanni Pellegatta    | 4 786   | 8,97    | 1 |        |       |       |
|                               | Ivan Furlanetto            | Ivan Furlanetto        | Ivan Furlanetto        | 2 670   | 5,01    | Rifondazione Comunista | 2 611  | 5,04  | –     |
| Seggio di coalizione          | Seggio di coalizione       | Seggio di coalizione   | Ivan Furlanetto        | 2 670   | 5,01    | 1 |        |       |       |
|                               | Gianluigi Farioli          | Gianluigi Farioli      | Gianluigi Farioli      | 2 384   | 4,47    | Patto Civico per Busto | 2 176  | 4,20  | –     |
| Seggio di coalizione          | Seggio di coalizione       | Seggio di coalizione   | Gianluigi Farioli      | 2 384   | 4,47    | 1 |        |       |       |
|                               | Daniela Capra De Carrè     | Daniela Capra De Carrè | Daniela Capra De Carrè | 2 183   | 4,09    | Lega Alpina Lumbarda | 2 166  | 4,18  | –     |
| Seggio di coalizione          | Seggio di coalizione       | Seggio di coalizione   | Daniela Capra De Carrè | 2 183   | 4,09    | 1 |        |       |       |
|                               | Angelo Verga               | Angelo Verga           | Angelo Verga           | 1 586   | 2,97    | Movimento Federativo Meridionali | 1 536  | 2,97  | –     |
|                               | Diego Cornacchia           | Diego Cornacchia       | Diego Cornacchia       | 1 537   | 2,88    | Rinnovamento | 1 551  | 3,00  | –     |
| Totale                        | Totale                     | 44 290                 | 100                    | 53 336  | 100     | | 51 774 | 100   | 30    |
|                               |                            |                        |                        |         |         | |        |       |       |
| Fonte: Ministero dell'interno |                            |                        |                        |         |         | |        |       |       |

#### Cassano Magnago
|                               | Domenico Uslenghi ✔️ Sindaco | 8 109                | 57,76 | Lega Nord                          | 7 761  | 58,77 | 12 |  |  |
|                               | Sergio Asietti               | 3 578                | 25,49 | Partito Democratico della Sinistra | 1 301  | 9,85  | 2  |  |  |
| Rifondazione Comunista        | Sergio Asietti               | 3 578                | 25,49 | 1 240                              | 9,39   | 2     |    |  |  |
| Federazione dei Verdi         | Sergio Asietti               | 3 578                | 25,49 | 616                                | 4,66   | –     |    |  |  |
| Seggio di coalizione          | Seggio di coalizione         | Seggio di coalizione | 25,49 | 1                                  |        |       |    |  |  |
|                               | Dario Bonzini                | 2 352                | 16,75 | Democrazia Cristiana               | 2 288  | 17,33 | 2  |  |  |
| Seggio di coalizione          | Seggio di coalizione         | Seggio di coalizione | 16,75 | 1                                  |        |       |    |  |  |
| Totale                        | Totale                       | 14 039               | 100   |                                    | 13 206 | 100   | 20 |  |  |
|                               |                              |                      |       |                                    |        |       |    |  |  |
| Fonte: Ministero dell'interno |                              |                      |       |                                    |        |       |    |  |  |

#### Gallarate
| Candidati                     | Candidati                     | II turno                      | II turno                      | I turno | I turno | Liste                              | Voti   | %     | Seggi |
| Candidati                     | Candidati                     | Voti                          | %                             | Voti    | %       | Liste                              | Voti   | %     | Seggi |
| ----------------------------- | ----------------------------- | ----------------------------- | ----------------------------- | ------- | ------- | ---------------------------------- | ------ | ----- | ----- |
|                               | Angelo Luini ✔️ Sindaco       | 17 744                        | 68,34                         | 14 474  | 47,25   | Lega Nord                          | 13 928 | 49,46 | 18    |
|                               | Antonio Giollo                | 8 222                         | 31,66                         | 6 289   | 20,53   | Democrazia Cristiana               | 3 689  | 13,10 | 3     |
| Patto per un'Italia Nuova     | Antonio Giollo                | 8 222                         | 31,66                         | 6 289   | 20,53   | 1 907                              | 6,77   | 2     |       |
| Seggio di coalizione          | Seggio di coalizione          | Seggio di coalizione          | 31,66                         | 6 289   | 20,53   | 1                                  |        |       |       |
|                               | Dario Terreni                 | Dario Terreni                 | Dario Terreni                 | 4 350   | 14,20   | Partito Democratico della Sinistra | 2 256  | 8,01  | 1     |
| Alleanza Democratica          | Dario Terreni                 | Dario Terreni                 | Dario Terreni                 | 4 350   | 14,20   | 1 399                              | 4,97   | 1     |       |
| Seggio di coalizione          | Seggio di coalizione          | Seggio di coalizione          | Dario Terreni                 | 4 350   | 14,20   | 1                                  |        |       |       |
|                               | Graziana Sberveglieri Balabio | Graziana Sberveglieri Balabio | Graziana Sberveglieri Balabio | 2 556   | 8,34    | Federazione dei Verdi              | 1 202  | 4,27  | 1     |
| Rifondazione Comunista        | Graziana Sberveglieri Balabio | Graziana Sberveglieri Balabio | Graziana Sberveglieri Balabio | 2 556   | 8,34    | 1 024                              | 3,64   | –     |       |
| Seggio di coalizione          | Seggio di coalizione          | Seggio di coalizione          | Graziana Sberveglieri Balabio | 2 556   | 8,34    | 1                                  |        |       |       |
|                               | Salvatore Cosco               | Salvatore Cosco               | Salvatore Cosco               | 1 623   | 5,30    | Lista Civica per Gallarate         | 1 503  | 5,34  | –     |
| Seggio di coalizione          | Seggio di coalizione          | Seggio di coalizione          | Salvatore Cosco               | 1 623   | 5,30    | 1                                  |        |       |       |
|                               | Pierangelo Brivio             | Pierangelo Brivio             | Pierangelo Brivio             | 736     | 2,40    | Alleanza Lombarda Autonomia        | 700    | 2,49  | –     |
|                               | Aldo Rota                     | Aldo Rota                     | Aldo Rota                     | 606     | 1,98    | Lega Alpina Lumbarda               | 550    | 1,95  | –     |
| Totale                        | Totale                        | 25 966                        | 100                           | 30 634  | 100     |                                    | 28 158 | 100   | 30    |
|                               |                               |                               |                               |         |         |                                    |        |       |       |
| Fonte: Ministero dell'interno |                               |                               |                               |         |         |                                    |        |       |       |

#### Tradate
| Candidati                     | Candidati              | II turno             | II turno           | I turno | I turno | Liste                                       | Voti   | %     | Seggi |
| Candidati                     | Candidati              | Voti                 | %                  | Voti    | %       | Liste                                       | Voti   | %     | Seggi |
| ----------------------------- | ---------------------- | -------------------- | ------------------ | ------- | ------- | ------------------------------------------- | ------ | ----- | ----- |
|                               | Dario Galli ✔️ Sindaco | 6 982                | 72,82              | 5 535   | 49,11   | Lega Nord                                   | 5 283  | 49,55 | 12    |
|                               | Marco Cambielli        | 2 606                | 27,18              | 2 441   | 21,66   | Democrazia Cristiana                        | 1 110  | 10,41 | 2     |
| Insieme per Tradate           | Marco Cambielli        | 2 606                | 27,18              | 2 441   | 21,66   | 609                                         | 5,71   | 1     |       |
| Indipendenti per la Città     | Marco Cambielli        | 2 606                | 27,18              | 2 441   | 21,66   | 538                                         | 5,05   | –     |       |
| Seggio di coalizione          | Seggio di coalizione   | Seggio di coalizione | 27,18              | 2 441   | 21,66   | 1                                           |        |       |       |
|                               | Carlo Uslenghi         | Carlo Uslenghi       | Carlo Uslenghi     | 1 140   | 10,11   | Città Nuova                                 | 1 005  | 9,43  | 1     |
| Seggio di coalizione          | Seggio di coalizione   | Seggio di coalizione | Carlo Uslenghi     | 1 140   | 10,11   | 1                                           |        |       |       |
|                               | Francesco Liparoti     | Francesco Liparoti   | Francesco Liparoti | 979     | 8,69    | Partito Democratico della Sinistra          | 980    | 9,19  | 1     |
| Seggio di coalizione          | Seggio di coalizione   | Seggio di coalizione | Francesco Liparoti | 979     | 8,69    | 1                                           |        |       |       |
|                               | Enrico Colombo         | Enrico Colombo       | Enrico Colombo     | 433     | 3,84    | Movimento Sociale Italiano-Destra Nazionale | 400    | 3,75  | –     |
|                               | Luca Taglioretti       | Luca Taglioretti     | Luca Taglioretti   | 393     | 3,49    | Volgersi al Nuovo                           | 369    | 3,46  | –     |
|                               | Giuseppe Vilardi       | Giuseppe Vilardi     | Giuseppe Vilardi   | 350     | 3,11    | Rifondazione Comunista                      | 369    | 3,46  | –     |
| Totale                        | Totale                 | 9 588                | 100                | 11 271  | 100     |                                             | 10 663 | 100   | 20    |
|                               |                        |                      |                    |         |         |                                             |        |       |       |
| Fonte: Ministero dell'interno |                        |                      |                    |         |         |                                             |        |       |       |